# Annie Lemoine
Annie Lemoine (22 de diciembre de 1957 (67 años) Torigni-sur-Vire, Manche) es una periodista, escritora, y novelista francesa.

## Biografía
Después de pasantías de verano en el periódico Ouest-France, estudió ciencias económicas en la universidad de Rennes 1 y los terminó en la Sorbona en París, aunque interrumpió una maestría de Ciencias políticas para lanzarse al periodismo. Primeramente como crítica de cine en una revista semanal especializada, y luego presentadora de noticias en RMC. Prosiguió su carrera en la 95.2 FM, una de las primeras radios libres, dirigida entonces por Robert Namias (futuro patrón del info de TF1), donde presentaba las noticias.
Desde el 8 de julio de 2013, es cronista en la estación RTL que retransmite En 1 palabra o 2, un skecht de humor difundido a las 7.40. Ese mismo año, participa en No Toque mi puesto ! en D8 y desarrolla una crónica literaria sobre Francia Música Sin tambor ni trompette. En 2014, participó en La Emisión para todos en Francia 2 y a Se rehace el mundo sobre RTL.
Realiza regularmente acciones en comunicación para grandes empresas privadas o públicas.

## Obra

### Algunas publicaciones
- En claro como a la televisión, Ramsay, 2003.
- Vista sobre mar, novela, Flammarion, 2005.
- La Vida de antes, novela, Flammarion, 2006.
- Las Horas calientes, novela, Flammarion, 2007.
- Que el día recommence, novela, Flammarion, 2009.
- Divertíos, novela, Flammarion, 2010.
- La guapa impaciencia, novela, Flammarion, 2012.
- De los días perfectos, novela, Flammarion, 2013.

### Filmografía
Realizadora
- 2012 : Hélène Grimaud, este amor de la música. (52 min) France 5

Actriz
- 1994 : Perro y gato (TV) : la jueza
- 1995 : La felicidad es en el prado de Étienne Chatiliez : Marie-Sophie
- 1998 : El Anuncio hecho a Marius de Harmel Sbraire : de ella misma